# Неежмаков, Семён Трофимович
Семён Трофи́мович Неежмаков (29 января 1863 — после 1931) — русский морской офицер и общественный деятель, член IV Государственной думы от Екатеринославской губернии.

## Биография
Из потомственных дворян Екатеринославской губернии. Землевладелец Александровского уезда (302 десятины).
По окончании Морского кадетского корпуса в 1884 году, был зачислен мичманом в 5-й флотский экипаж.
В 1888 году окончил Минные офицерские классы и был переведен в Сибирский флотский экипаж, где прослужил до 1891 года. Плавая на канонерской лодке «Бобр», состоял в эскадре, сопровождавшей наследника цесаревича Николая. В 1893 году вышел в запас в чине лейтенанта и в следующем году был назначен земским начальником в Александровском уезде.
Участвовал в русско-японской войне. В составе отряда,  оборонявшего устье реки Амура, командовал миноноской № 6 и транспортом «Тунгуз», а также был помощником заведующего миноносками в крепости Николаевск-на-Амуре.
В 1906 году вышел в отставку в чине капитана 2-го ранга и был избран председателем Александровской уездной земской управы, в каковой должности состоял до 1917 года. Возглавлял Александровский отдел Всероссийского национального союза.
В 1912 году был избран членом Государственной думы от Екатеринославской губернии. Входил во фракцию русских националистов и умеренно-правых (ФНУП). Состоял членом комиссий: о торговле и промышленности, по местному самоуправлению, по военным и морским делам, для рассмотрения законопроекта о шлюзовании порожистой части реки Днепр.
В Первую мировую войну был призван на Балтийский флот. С 1915 года командовал эскадренным миноносцем «Стройным», был произведен в капитаны 1-го ранга (1916). В ноябре 1916 года сообщил в Государственную думу, что не сможет посещать заседания в связи с переводом в Черноморский флот. В Гражданскую войну служил во ВСЮР и Русской армии барона Врангеля.
С 1920 года в эмиграции в Югославии, жил в Нови-Саде. Был сторонником великого князя Кирилла Владимировича, состоял помощником заведующего Корпусом императорской армии и флота в Нови Саде.
Дальнейшая судьба неизвестна. Был женат.